# Flik 35
A Fliegerkompanie 35 (rövidítve Flik 35, magyarul 35. repülőszázad) az osztrák-magyar légierő egyik repülőszázada volt.

## Története
A századot 1916 elején állították fel az ausztriai Straßhofban. Kiképzése után szeptember 6-án a román frontra, Karánsebesre irányították, majd 1917-ben átvezényelték az olasz frontra, ahol az ausztriai Sankt Veit an der Glan repülőterén volt a bázisa. 1917. július 25-én az egész légierőt átszervezték; ennek során a század hadosztályfelderítői feladatot kapott (neve ekkortól Divisions-Kompanie 35, Flik 35D). 1917 október 24-től az 1. Isonzó-hadsereg részeként részt vett a 12. isonzói csatában. 1918 nyarán Santa Maria la Longába, majd Motta di Livenzába küldték és harcolt a Piave-offenzívában. 1918 szeptemberében egy újabb átszervezés során hadtesthez rendelt alegységgé (Korps-Kompanie 35, Flik 35K) nyilvánították.
A háború után a teljes osztrák légierővel együtt felszámolták.

## Századparancsnokok
- Eduard Rzmenowski von Trautenegg százados
- Hugo Mohelsky főhadnagy
- Josef Smetana százados

## Századjelzés
Az Isonzó hadsereg alárendeltségében a repülőszázad gépeinek keréktárcsáját kékre festették. 1918 elején a kiegészítő szabályozás értelmében nemcsak a keréktárcsák, hanem a oldalkormányok teljes felülete is kék lett. 

## Repülőgépek
- Hansa-Brandenburg C.I
- UFAG C.I